# NGC 2371
NGC 2371 (ook wel NGC 2372 ) is een planetaire nevel in het sterrenbeeld Tweelingen. Het hemelobject werd op 12 maart 1785 ontdekt door de Duits-Britse astronoom William Herschel.

## Synoniemen
- NGC 2372
- PK 189+19.1
- h 444
- h 445
- H 2.316
- H 2.317
- GC 1519
- GC 1520